# Diocese de Copiapó
A Diocese de Copiapó (em latim: Dioecesis Copiapoënsis) é uma diocese localizada na cidade de Copiapó, pertencente a Arquidiocese de La Serena no Chile. Foi fundada em 1946 pelo Papa Pio XII. Originalmente foi estabelecido como sendo Administração Apostólica de Copiapó, sendo elevada à condição de diocese em 31 de outubro de 1957. Com uma população católica de 223.645 habitantes, sendo 75,5% da população total, possui 21 paróquias com dados de 2017.

## História
A Diocese de Copiapó foi criada em 9 de novembro de 1946 pelo Papa Pio XII. Originalmente foi denominada como sendo Administração Apostólica de Copiapó, sendo elevada à condição de Prelazia Territorial de Copiapó em 21 de abril de 1955 e a diocese em 31 de outubro de 1957. 

## Lista de bispos
A seguir uma lista de bispos desde a criação da administração apostólica em 1946. Em 1955 foi elevada à condição de prelazia e em 2001 a condição de diocese. 
|                          | Nome                                      | Período           | Notas                                                 |
| Bispos de Copiapó        | Bispos de Copiapó                         | Bispos de Copiapó | Bispos de Copiapó                                     |
| ------------------------ | ----------------------------------------- | ----------------- | ----------------------------------------------------- |
| 6º                       | Ricardo Basilio Morales Galindo, O. de M. | 2020-atual        |                                                       |
| 5º                       | Celestino Aós Braco, O.F.M.Cap.           | 2014-2019         | Nomeado administrador apostólico de Santiago do Chile |
| 4º                       | Gaspar Quintana Jorquera, C.M.F.          | 2001-2014         |                                                       |
| 3º                       | Fernando Ariztía Ruiz                     | 1976-2001         |                                                       |
| 2º                       | Carlos Marcio Camus Larenas               | 1968-1976         | Nomeado bispo de Linares                              |
| 1º                       | Juan Francisco Fresno Larraín             | 1958-1967         | Nomeado arcebispo de La Serena                        |
| Prelado                  |                                           |                   |                                                       |
| 1º                       | Francisco de Borja Valenzuela Ríos        | 1955-1957         | Nomeado bispo de Antofagasta                          |
| Administrador Apostólico |                                           |                   |                                                       |
| 1º                       | Alfredo Cifuentes Gómez                   | 1947-1948         | Administrador apostólico                              |